# Albert Duro
Albert Duro (n. 16 februarie 1978, Elbasan, Regiunea Elbasan, Albania) este un fost fotbalist albanez care a evoluat ultima oară pentru echipa de fotbal KS Besa Kavajë. Are 7 selecții la echipa națională de fotbal a Albaniei. A jucat pentru echipe de top din Liga I: Steaua București și National București.